# Стале
Стале (пол. Stale) — село в Польщі, у гміні Ґрембув Тарнобжезького повіту Підкарпатського воєводства.
Населення — 1945 осіб (2011).
У 1975-1998 роках село належало до Тарнобжезького воєводства.

## Демографія
Демографічна структура станом на 31 березня 2011 року:
|          | Загалом | Допрацездатний вік | Працездатний вік | Постпрацездатний вік |
| -------- | ------- | ------------------ | ---------------- | -------------------- |
| Чоловіки | 974     | 219                | 653              | 102                  |
| Жінки    | 971     | 223                | 544              | 204                  |
| Разом    | 1945    | 442                | 1197             | 306                  |